# 新田原基地

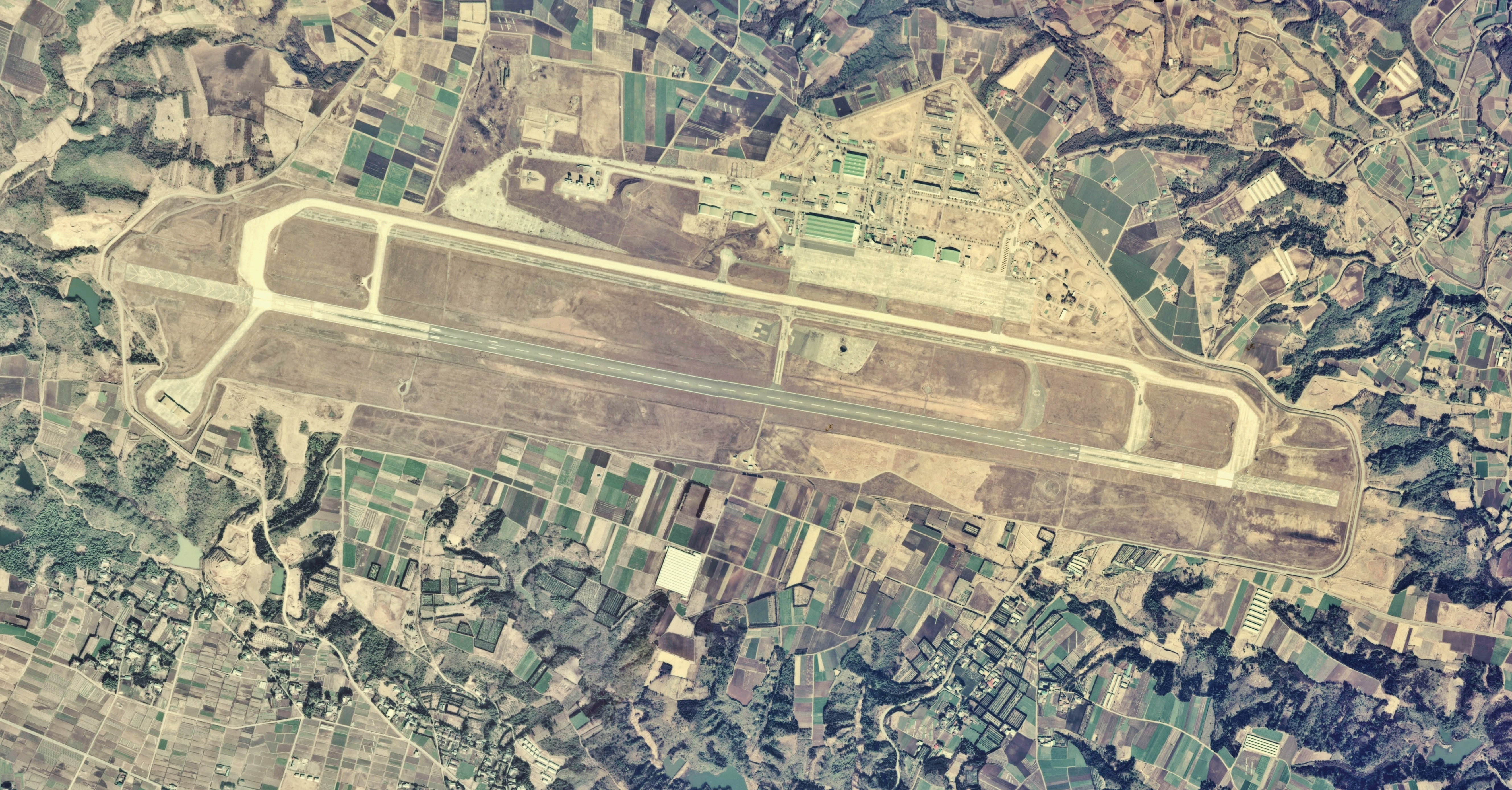
新田原基地付近の空中写真。（1974年撮影の4枚を合成作成）

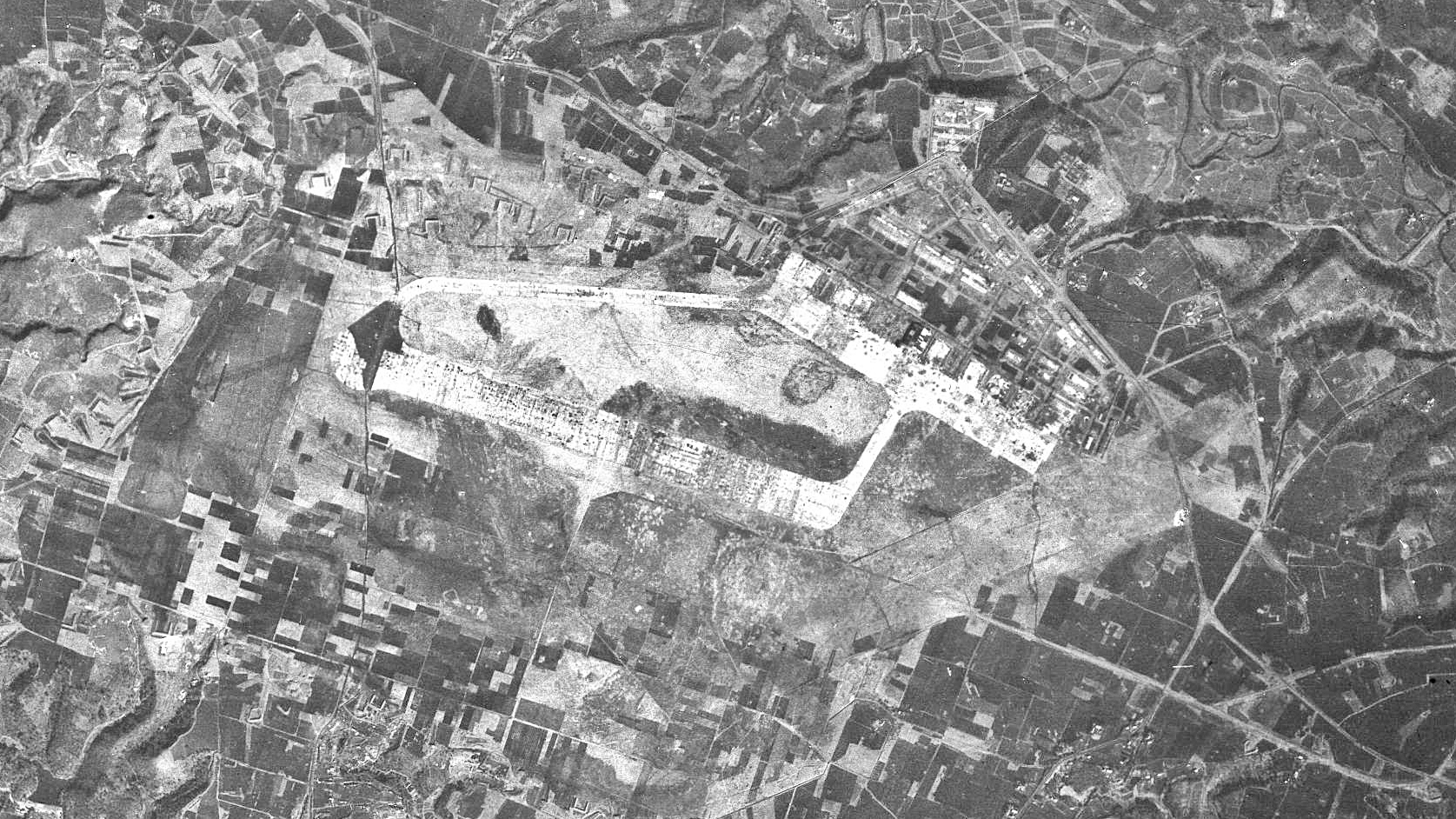
旧新田原陸軍飛行場の空中写真（1947年）

新田原基地（にゅうたばるきち、Nyutabaru Airbase）は、宮崎県児湯郡新富町大字新田19581に所在する航空自衛隊の基地。第5航空団等が配備されている。基地司令は第5航空団司令が兼務。

また、国内最強の技量を持つパイロットらで編成された飛行教導群のかつての本拠地であったことでも知られる。基地面積は9,135平方メートル。日米共同訓練のために滑走路の改修や隊舎などの整備が行われているほか、米軍普天間飛行場の「有事展開拠点機能」の移設先の一つに選ばれている。元々は帝国陸軍航空部隊の新田原陸軍飛行場として建設されたもので、陸軍航空隊や落下傘部隊の教育施設であったが、大戦末期には特攻機の出撃基地として使われた。

## 沿革
- 1940年（昭和15年）
  - 7月17日 - 帝国陸軍航空部隊の新田原陸軍飛行場として建設され、熊谷陸軍飛行学校新田原分教場が開設
  - 10月1日 - 大刀洗陸軍飛行学校新田原分教場となる
- 1941年（昭和16年）
  - 2月 - 第9航空教育隊が移駐
  - 10月 - 帝国陸軍落下傘部隊（挺進部隊）の教育部隊である陸軍挺進練習部が満州の白城子陸軍飛行学校から移駐
- 1944年（昭和19年）4月 - 陸軍航空通信学校新田原教育隊編成
- 1945年（昭和20年） - 太平洋戦争敗戦により廃止
- 1957年（昭和32年）12月1日 - 旧新田原陸軍飛行場跡地に滑走路を再建、航空自衛隊基地として開庁

1. 第3操縦学校分校（使用機：T-33）が設置
2. 航空保安管制気象群新田原分遣隊が設置
3. 新田原警務分遣隊が設置

- 1959年（昭和34年）6月1日 - 第3操縦学校分校（新田原）が第17飛行教育団と改称
- 1961年（昭和36年）7月15日 - 第5航空団及び第6飛行隊が松島基地から移動
- 1962年（昭和37年）1月8日 - 第10飛行隊編成（使用機：F-86F）
- 1963年（昭和38年）1月25日 - 第17飛行教育団が廃止
- 1964年（昭和39年）
  - 2月1日 - 第10飛行隊が築城基地に移動
  - 3月31日 - 第202飛行隊編成（使用機：F-104J/DJ）
  - 10月26日 - 第6飛行隊が築城基地に移動
  - 12月1日 - 第204飛行隊編成（使用機：F-104J/DJ）。航空救難群新田原分遣隊が航空救難群新田原救難隊に改編
- 1965年（昭和40年）
  - 2月：基地内に「宮崎航空保安事務所新田原管制所」が設置される
  - 3月：新田原管制所内で宮崎空港と新田原飛行場の進入、出発機に対する進入管制業務を開始。管制要員は宮崎空港内の航空保安事務所から3名が派遣された[4]
- 1966年 (昭和41年) 11月：新田原基地にあった進入管制所を宮崎空港に引き揚げる。宮崎空港内の計器飛行管制室で、自前の機器を用いて進入管制業務を開始。宮崎航空保安事務所新田原管制所は廃止[4]
- 1971年（昭和46年）7月26日 - F-104が離陸に失敗。滑走路をオーバーランして丘の中腹に激突して大破炎上。乗員１名が殉職[5]
- 1973年（昭和48年）4月11日 - 基地所属の救難隊機 (MU-2) が尾鈴山で訓練中に墜落して乗員4名殉職
- 1978年（昭和53年）4月 - 新田原警務分遣隊が新田原地方警務隊に改編
- 1980年（昭和55年） - 日米地位協定第2条第4項(b)の適用施設・区域（一時共同使用）として179.28haが在日米軍に新規提供される（施設・区域名: 新田原飛行場、Nyutabaru Air Base, FAC 5115）[6]
- 1982年（昭和57年）12月21日 - 第202飛行隊機種更新、F-104J/DJからF-15J/DJ
- 1983年（昭和58年）3月16日 - 飛行教導隊が築城基地から移動
- 1985年（昭和60年）3月2日 - 第204飛行隊が機種更新と同時に百里基地へ移動、第301飛行隊が百里基地から移動
- 1990年（平成02年）4月12日 - 飛行教導隊が機種更新、T-2高等練習機からF-15DJ
- 2000年（平成12年）10月6日 - 第202飛行隊を廃止、航空教育集団隷下の飛行教育航空隊（第23飛行隊）編成（使用機：F-15DJ）これにより、空自の航空団で唯一の1個飛行隊体制となる
- 2002年（平成14年）3月31日 - 第5基地防空隊新編
- 2007年（平成19年）1月 - 基地近傍におけるトリインフルエンザ処分家禽（約93000羽）を敷地内に埋却
- 2010年（平成22年）5月 - 宮崎県における口蹄疫処分家畜の埋却地に選定（4箇所、4ha）
- 2014年（平成26年）8月1日 - 航空戦術教導団新編に伴い、飛行教導隊が飛行教導群に改編
- 2016年（平成28年）
  - 6月10日 - 飛行教導群が小松基地へ移動。
  - 8月31日 - 第305飛行隊 (F-15J/DJ) が百里基地から移動[7]。一時的に2個航空隊体制となる
  - 10月31日 - 第301飛行隊（F-4EJ改）が百里基地の第7航空団 へ移動、再び1個飛行隊体制となる
- 2017年（平成29年）10月12日 - 新田原飛行場を管轄するターミナル管制が宮崎進入管制区（宮崎空港）から鹿児島進入管制区（鹿児島空港）に移管[8]
- 2018年（平成30年）10月20日 - 政府がアメリカ軍の弾薬庫や駐機場を整備する方針を地元の自治体に伝えたことを発表した。有事の際などの緊急時に対する備えが理由だという[9][10]
- 2023年（令和05年）7月26日 - フランス航空宇宙軍のラファールBなどが、フランスの海外展開訓練「ミシオン・ペガーズ（仏: Mission Pégase）」のため飛来。フランス空軍の戦闘機が日本を訪れたのは、第二次世界大戦後これが初である[11]。
- 2025年（令和07年）
  - 3月24日 - 第5航空団隷下に「臨時F-35B飛行隊」が新編[12][13]。
  - 8月7日 - 臨時F-35B飛行隊に最初の3機が配備[14]。

## 配置部隊
西部航空方面隊隷下
- 第5航空団
  - 飛行群
    - 第305飛行隊：(F-15J/DJ, T-4)
    - 臨時F-35B飛行隊：F-35B

  - 整備補給群
  - 基地業務群
- （西部航空施設隊）第2作業隊

航空救難団隷下
- 飛行群
  - 新田原救難隊 (U-125A/UH-60J)

航空支援集団隷下
- （航空保安管制群）新田原管制隊
- （航空気象群）新田原気象隊

航空教育集団直轄
- 飛行教育航空隊
  - 第23飛行隊 (F-15DJ, T-4)

陸上自衛隊西部方面総監直轄
- （自衛隊宮崎地方協力本部）
  - 新田原分駐所

防衛大臣直轄部隊
- （航空警務隊）新田原地方警務隊

## 航空管制
| GND（地上）   | 275.8MHz                                       |
| TWR（管制塔） | 126.2MHz, 236.8MHz, 304.5MHz                   |
| APP（着陸）   | 120.1MHz, 120.9MHz 123.6MHz, 261.2MHz 362.3MHz |
| MET（気象）   | 344.6MHz                                       |

APPは、国土交通省大阪航空局鹿児島空港事務所が担当。運用時間は、7:00～22:00。
なお、2017年10月11日までは大阪航空局宮崎空港事務所が担当していた。（平成29年国土交通省告示第八百三十二号）
GND, TWR, METは、航空自衛隊新田原飛行場 新田原管制隊が担当
周辺空域には特別進入管制区が設定されている。

## 航空保安無線施設
| 局名   | 種類  | 周波数   | 識別信号 |
| ------ | ----- | -------- | -------- |
| 新田原 | TACAN | 1184MHz  | NHT      |
| 新田原 | ILS   | 111.3MHz | INH      |

運用時間は、24時間である

## 交通
- JR九州日豊本線 日向新富駅から車で約5分。または同線高鍋駅から車で約20分。
  - ちなみに同じ日豊本線には新田原駅が存在するが、こちらは「しんでんばる」であり、福岡県行橋市に所在。築城基地の北西にある。
- 東九州自動車道 西都インターチェンジから車で約20分。

## 航空祭

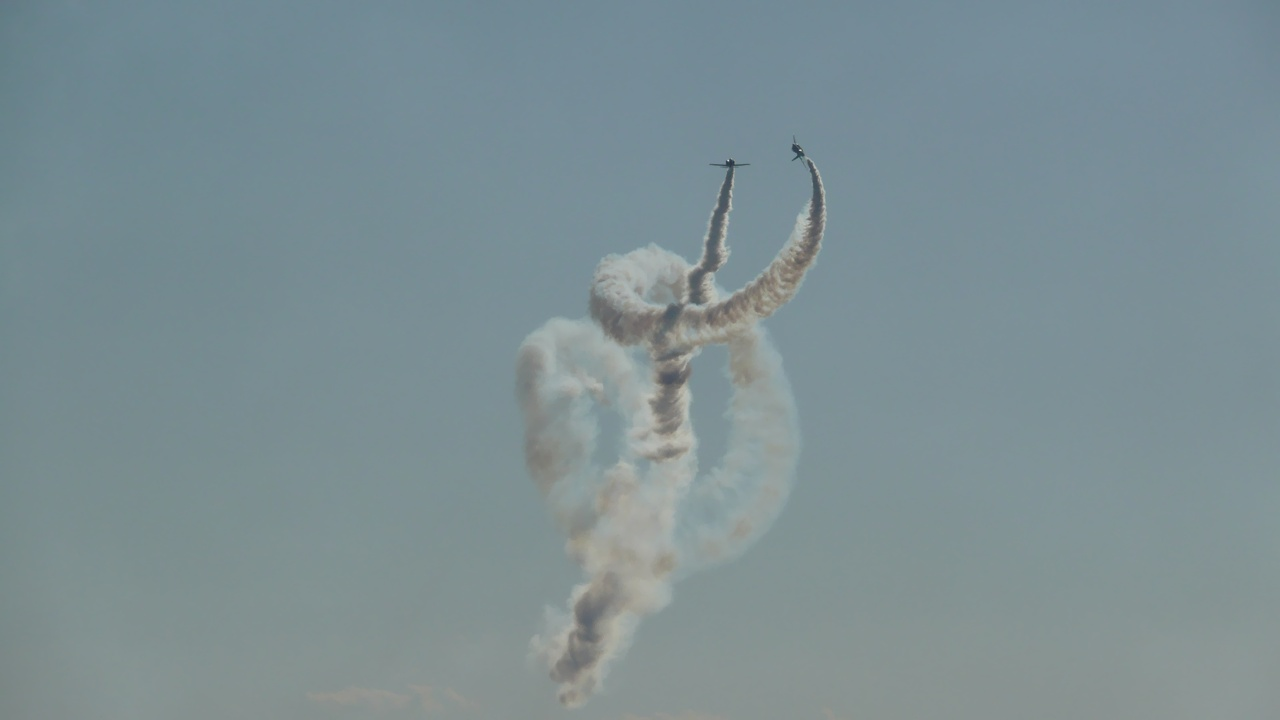
ブルーインパルスの展示飛行（2008年）

- 例年11月末か12月初旬に開催される。ブルーインパルスの展示飛行あり。

- 新田原基地所属機による機動飛行、模擬スクランブルおよび模擬対地攻撃、救難飛行展示が行われ、また、築城基地・第6飛行隊所属のF-2Aが飛来し、機動飛行が行われる。また、かつて空挺部隊が駐屯していたことから、第1空挺団による空挺降下（降下隊員は、ほとんどが宮崎県出身者で構成される）も行われる[15]。かつては、岩国基地・第1海兵航空団所属のF-16や、陸上自衛隊目達原駐屯地・第3対戦車ヘリコプター隊所属のAH-1Sによる展示飛行が行われたことがある。また、災害展示では宮崎県警察航空隊のヘリコプターや宮崎県の防災ヘリ、宮崎大学のドクターヘリも参加したことがある。

- 地上展示では陸海空自衛隊や米軍の航空機を主に展示しているが、第5航空団基地業務群隷下の第5基地防空隊によるVADSの模擬射撃訓練をはじめとした、防空火器や基地警備車両の展示も行われる。過去には、陸上自衛隊の74式戦車(第8戦車大隊)の展示も行われた年もあった。

- 2014年には米軍のV-22"オスプレイ"が展示された。
- また、2016年10月に第301飛行隊の移駐に伴い、地元への感謝のしるしとして、例年の航空祭に加え『"さらば、ファントム"F-4EJ　Final Demo』が行なわれた。
- 2021年には新型コロナウィルスで航空祭が中止となり、航空自衛隊への入隊に興味、関心がある人を対象とした新田原基地航空祭代替行事『ウィークエンド新田原』が行われた。

基地内駐車場は関係者・障害者のみで、事前に申し込む必要がある。なお、新田原航空祭名物の南側駐車場（他基地と比べ滑走路に極端に近い）は基地内工事の為2006年から使用中止となっている。